# Урталга
Урталга — село в Куединском муниципальном округе Пермского края России. Расположено в центральной части округа на расстоянии менее 3 километров на запад от посёлка Куеда.
Известно с 1834 года как деревня, название связано с местной речкой. До 2020 года входило в состав Куединского сельского поселения Куединского района.

## Население
| 2010 |
| ---- |
| 414  |

Постоянное население в 2002 году составляло 453 человека (90 % русские).

## Климат
Климат умеренно континентальный. Зима продолжительная, снежная. Средняя температура января −14…−15 °C. Лето умеренно тёплое. Самый тёплый месяц — июль. Средняя температура июля +18,5 °C. средняя годовая температура составляет +2,1 °C. Абсолютный максимум июльских температур достигает +38 °C, а минимальный +2 °C. Длительность вегетационного периода (с температурой выше +5 °C) колеблется от 155 до 165 дней, безморозный период колеблется от 110 до 130 дней. Период с температурой воздуха выше 10 °C продолжается в течение 125 дней. Осадков в среднем выпадает 450—550 мм. Средняя дата первого заморозка — 20 сентября. Снежный покров устанавливается в конце октября — начале ноября и держится в среднем 170—190 дней в году. Средняя дата появления первого снежного покрова — 18 октября. Толщина снега к марту месяцу достигает 60—70 см.